# Cruzeiro do Sul (Acre)
Cruzeiro do Sul é um município brasileiro localizado no interior do estado do Acre. Conhecida como Capital do Juruá, é o mais importante polo turístico e econômico do interior do Acre.
Cruzeiro do Sul é cercada de construções e monumentos que simbolizam e guardam a história do Acre. O município, cujo nome foi inspirado na Constelação "Cruzeiro do Sul", teve sua fundação oficializada em 28 de Setembro de 1904, quando a sede do Departamento do Alto Juruá foi transferida para Cruzeiro do Sul. A área escolhida chamava-se "Centro Brasileiro" e foi adquirida do Sr. Antônio Marques de Menezes pelo governo da União. Era localizado à  esquerda do barracão central da casa de farinha e de algumas barracas isoladas.

## Topônimo
Não se sabe, exatamente, de quem foi a ideia de dar o nome à sede da prefeitura do Alto Juruá de Cruzeiro do Sul, mas a denominação é estabelecida no artigo 2° do Decreto e, com certeza, tem por inspiração a constelação do Cruzeiro do Sul.

## História

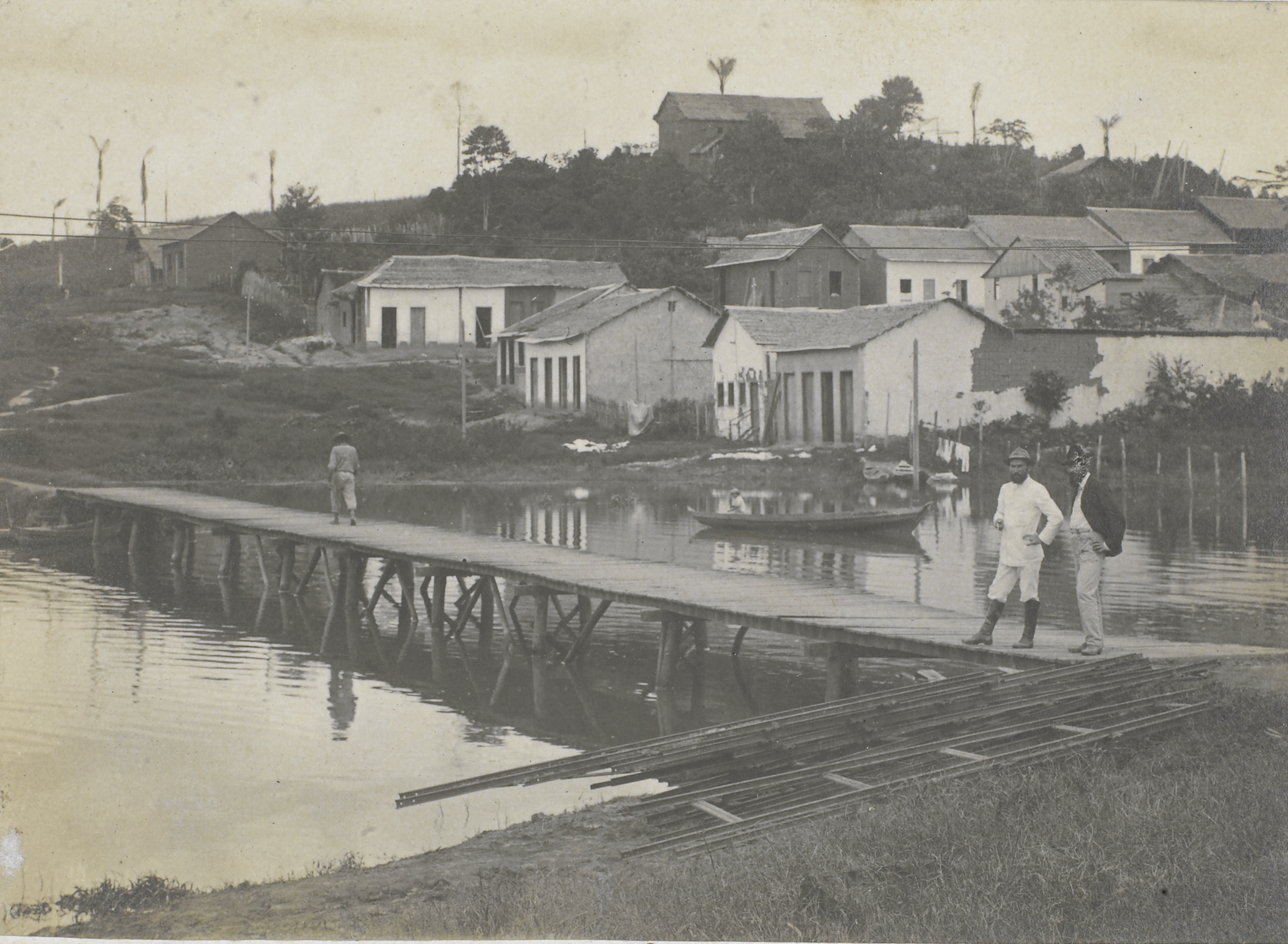
Cruzeiro do Sul em 1909 (Documento sob guarda do Arquivo Nacional).

A região que hoje compreende o município de Cruzeiro do Sul era habitada por tribos indígenas. Os povos que habitavam o vale do Juruá, divididos em 49 tribos, eram pertencentes a etnias de línguas Pano, e se dividiam em grupos com as suas denominações particulares tais como Ararauas, Catukinas e Curimas. Na época das explorações foram encontradas as tribos dos Náuas, Amahuacas, Jamináuas, Capanáuas e Caxinauás. Ao longo das margens do rio Juruá vivia a tribo dos Náuas, multiplicando-se em tabas, dominando o rio e a selva, no trecho onde está localizado a cidade de Cruzeiro do Sul, até o extremo do extenso Estirão (trecho do rio que corre em linha reta).
Em 1857 ocorre o início das expedições para o Alto Juruá, quando o chefe de índios João da Cunha Correia chegou a foz do rio Juruá-Mirim. Várias expedições foram realizadas, proporcionando o início do povoamento da região. A tribo dos Nauas (os principais dominantes que fez retroceder a expedição do cientista inglês William Chandlesse em 1867) abandonou a localidade a partir de 1870 rumando para o Peru pelos altos rios em função de uma terrível epidemia. Formaram-se seringais como consequência da imigração de nordestinos que, acossados pelo fenômeno das secas, abandonaram os sertões entre 1877 a 1879.
O seringal, já denominado Centro Brasileiro, foi explorado por volta de 1890 e passou a congregar grande número de brasileiros. Em 1896 os primeiros caucheiros peruanos começaram a aparecer. Em 1902, o comissário peruano Carlos Casquez Guadra estabeleceu-se oficialmente à foz do rio Amônea, dando início a uma seqüência de choques entre brasileiros e peruanos. Em 17 de Novembro de 1903, o território do Acre, incorporado ao Brasil pelo Tratado de Petrópolis, foi dividido em três departamentos: Alto Juruá, Alto Purus e Alto Acre, todos independentes entre si e diretamente subordinados ao Governo da União. Cada um dos departamentos era administrado por um Intendente (cargo parecido com o de prefeito atual, só que nomeado pelo Presidente da República, até 1920).
Em 12 de setembro de 1904 o Coronel do Exército Brasileiro Gregório Taumaturgo de Azevedo instalou a sede provisória do município em um local denominado "Invencível", situado na foz do Rio Moa. No dia 28 de setembro de 1904, o Coronel Thaumaturgo, através do Decreto N° 4, autorizava a transferência da sede da Prefeitura para o Seringal Centro Brasileiro, à margem esquerda do Juruá, pois no antigo lugar faltava área suficiente para o desenvolvimento futuro da cidade, além do problema das inundações periódicas, resultantes das enchentes do rio. Na área do Centro Brasileiro, a geografia apresentava muitas colinas (terras livres de inundações), facilitando a implantação da futura cidade de Cruzeiro do Sul, atendendo, ainda, outras considerações de ordem administrativa e comercial.
De acordo com a lei federal nº 15.051, de 20 de dezembro de 2024, fica conferido o título de Capital Nacional da Farinha de Mandioca ao Município de Cruzeiro do Sul, no Estado do Acre.

## Geografia
Localiza-se na região noroeste do estado de Acre, na margem esquerda do rio Juruá; a 433 km de Sena Madureira e 648 km por via terrestre da capital do estado Rio Branco, pela rodovia BR-364 e 593 km em linha reta. Suas cordenadas são latitude de 07º37'51" sul e longitude de 72°40'12" oeste.

### Território
Cruzeiro do Sul situa-se na Região Geográfica Intermediária de Cruzeiro do Sul e Região Geográfica Imediata de Cruzeiro do Sul.
A área do município é de 7 924,94 km² e a área urbana é de 24,794 km².
Faz divisa com o estado do Amazonas (norte); o município de Porto Walter (ao sul); com Tarauacá (a leste) e com os municípios de Mâncio Lima, Rodrigues Alves e com o Peru (a oeste).

### Hidrografia

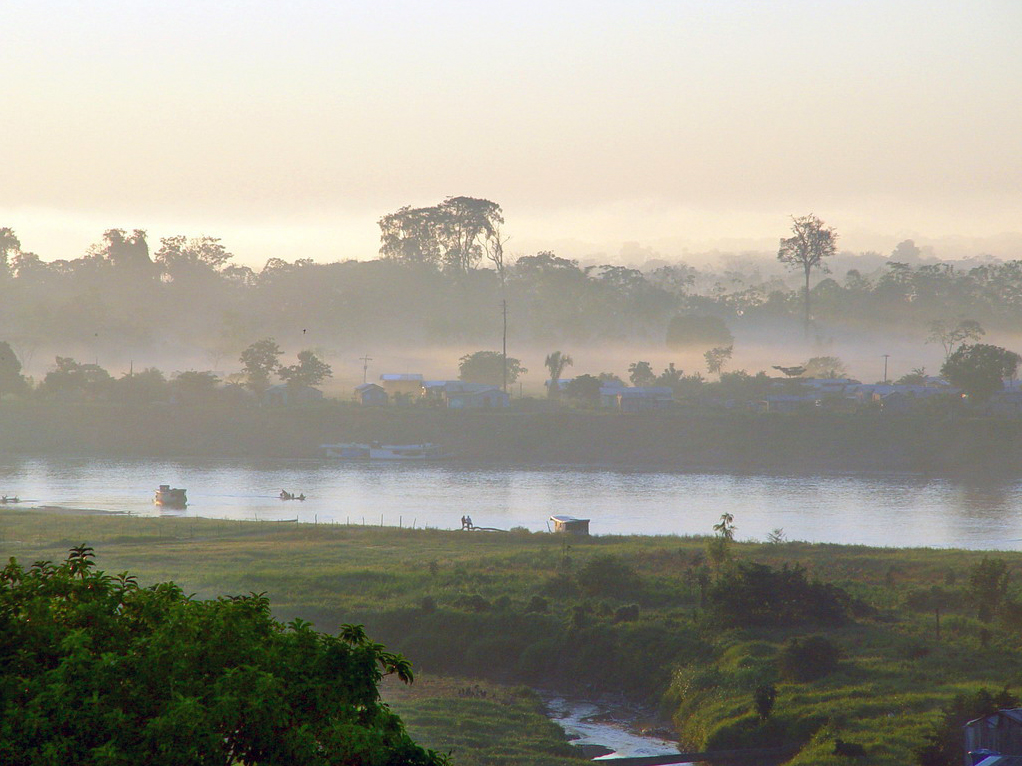
Rio Juruá ao atravessar Cruzeiro do Sul.

Cruzeiro do Sul é banhado pelo Rio Juruá, de águas barrentas, navegáveis e piscosas que banha e divide o município em dois distritos. O nome Juruá é de origem indígena, é uma derivação do nome "Yurá", usado pelos indígenas que habitavam suas margens. O rio nasce no Peru e, com 2 410 quilômetros de extensão, é o 43º maior rio do mundo.
Suas águas caudalosas e barrentas tem dois períodos distintos: no inverno, especialmente de dezembro a maio, é a época das enchentes, quando ele invade todas as terras baixas; e o período de verão, de junho a novembro, quando suas águas baixam de tal maneira que os barcos e balsas de maior porte não conseguem chegar a Cruzeiro do Sul. Suas margens, após as vazantes, são utilizadas pelos ribeirinhos ou "barranqueiros" para o plantio de produtos agrícolas como: feijão, milho, batata, melancia e outros.
Há uma grande quantidade de lagos espalhados pelo município, localizados, quase sempre, próximos ao Rio Juruá ou a seus afluentes. O aspecto e a largura que apresentam são semelhantes aos dos cursos d'água que passam nas proximidades. Medem, aproximadamente, 6 km de extensão e são, geralmente, piscosos.

### Solo e relevo
O tipo de solo predominante é o podzólico vermelho e amarelo, não possuindo terreno pedregoso. O município conta com um relevo formado por uma série de colinas e uma vegetação predominantemente amazônica.[carece de fontes?]

### Clima
| Maiores acumulados de precipitação em 24 horas registrados em Cruzeiro do Sul por meses (INMET) | Maiores acumulados de precipitação em 24 horas registrados em Cruzeiro do Sul por meses (INMET) | Maiores acumulados de precipitação em 24 horas registrados em Cruzeiro do Sul por meses (INMET) | Maiores acumulados de precipitação em 24 horas registrados em Cruzeiro do Sul por meses (INMET) | Maiores acumulados de precipitação em 24 horas registrados em Cruzeiro do Sul por meses (INMET) | Maiores acumulados de precipitação em 24 horas registrados em Cruzeiro do Sul por meses (INMET) |
| Mês                                                                                             | Acumulado                                                                                       | Data                                                                                            | Mês                                                                                             | Acumulado                                                                                       | Data                                                                                            |
| ----------------------------------------------------------------------------------------------- | ----------------------------------------------------------------------------------------------- | ----------------------------------------------------------------------------------------------- | ----------------------------------------------------------------------------------------------- | ----------------------------------------------------------------------------------------------- | ----------------------------------------------------------------------------------------------- |
| Janeiro                                                                                         | 117,6 mm                                                                                        | 07/01/1945                                                                                      | Julho                                                                                           | 94,4 mm                                                                                         | 09/07/1972                                                                                      |
| Fevereiro                                                                                       | 104 mm                                                                                          | 17/02/1971                                                                                      | Agosto                                                                                          | 95,3 mm                                                                                         | 05/08/1972                                                                                      |
| Março                                                                                           | 161,6 mm                                                                                        | 05/03/1931                                                                                      | Setembro                                                                                        | 105 mm                                                                                          | 01/09/1978                                                                                      |
| Abril                                                                                           | 140,8 mm                                                                                        | 03/04/1987                                                                                      | Outubro                                                                                         | 109,8 mm                                                                                        | 30/10/1956                                                                                      |
| Maio                                                                                            | 98,4 mm                                                                                         | 13/05/2001                                                                                      | Novembro                                                                                        | 120 mm                                                                                          | 19/11/1943                                                                                      |
| Junho                                                                                           | 92,2 mm                                                                                         | 30/06/1989                                                                                      | Dezembro                                                                                        | 118,2 mm                                                                                        | 02/12/2001                                                                                      |
| Período: 1931 a 1962, 06/04/1970 a 1990 e 1993-presente                                         |                                                                                                 |                                                                                                 |                                                                                                 |                                                                                                 |                                                                                                 |

O clima de Cruzeiro do Sul é equatorial (do tipo Af na classificação climática de Köppen-Geiger), quente e úmido, com temperatura média compensada anual em torno dos 25 °C e índice pluviométrico superior a 2 000 milímetros (mm) anuais. A umidade do ar é relativamente elevada, com tempo médio de insolação de aproximadamente 1 340 horas/ano, um dos menores do país. Entre maio e setembro torna-se mais comum a entrada de massas de ar polares, causando o fenômeno da friagem, registrando temperaturas muito baixas (em torno de 15 °C) para os padrões regionais.
Segundo dados do Instituto Nacional de Meteorologia (INMET), referentes ao período de 1931 a 1962, 1970 a 1990 e a partir de 1993, a menor temperatura registrada em Cruzeiro do Sul foi de 6,2 °C em 27 de junho de 1987 e a maior atingiu 43,3 °C em 20 de agosto de 2020. O maior acumulado de precipitação em 24 horas foi de 161,6 mm em 5 de março de 1931, seguido por 160,6 mm em 25 de março de 2005. Desde 1961, novembro de 1990 foi o mês de maior precipitação, com acumulado de 480,2 mm.
| Dados climatológicos para Cruzeiro do Sul | Dados climatológicos para Cruzeiro do Sul | Dados climatológicos para Cruzeiro do Sul | Dados climatológicos para Cruzeiro do Sul | Dados climatológicos para Cruzeiro do Sul | Dados climatológicos para Cruzeiro do Sul | Dados climatológicos para Cruzeiro do Sul | Dados climatológicos para Cruzeiro do Sul | Dados climatológicos para Cruzeiro do Sul | Dados climatológicos para Cruzeiro do Sul | Dados climatológicos para Cruzeiro do Sul | Dados climatológicos para Cruzeiro do Sul | Dados climatológicos para Cruzeiro do Sul | Dados climatológicos para Cruzeiro do Sul |
| Mês | Jan                                       | Fev                                       | Mar                                       | Abr                                       | Mai                                       | Jun                                       | Jul                                       | Ago                                       | Set                                       | Out                                       | Nov                                       | Dez                                       | Ano                                       |
| --- | ----------------------------------------- | ----------------------------------------- | ----------------------------------------- | ----------------------------------------- | ----------------------------------------- | ----------------------------------------- | ----------------------------------------- | ----------------------------------------- | ----------------------------------------- | ----------------------------------------- | ----------------------------------------- | ----------------------------------------- | ----------------------------------------- |
| Temperatura máxima recorde (°C) | 36,6                                      | 36,8                                      | 39                                        | 38,5                                      | 41,8                                      | 42                                        | 37,2                                      | 43,3                                      | 39,5                                      | 38,7                                      | 37,8                                      | 38,8                                      | 43,3                                      |
| Temperatura máxima média (°C) | 31,5                                      | 31,5                                      | 31,6                                      | 31,5                                      | 31                                        | 30,9                                      | 31,5                                      | 32,5                                      | 32,8                                      | 32,7                                      | 32                                        | 31,6                                      | 31,8                                      |
| Temperatura média compensada (°C) | 25,9                                      | 25,7                                      | 25,7                                      | 25,7                                      | 25,1                                      | 24,8                                      | 24,8                                      | 25,5                                      | 25,8                                      | 26                                        | 25,8                                      | 25,8                                      | 25,6                                      |
| Temperatura mínima média (°C) | 21,3                                      | 21,2                                      | 21,3                                      | 21,1                                      | 20,3                                      | 19,3                                      | 18,6                                      | 19,2                                      | 20                                        | 20,9                                      | 21                                        | 21,2                                      | 20,5                                      |
| Temperatura mínima recorde (°C) | 10,1                                      | 10,1                                      | 9,8                                       | 11,3                                      | 6,6                                       | 6,2                                       | 7,1                                       | 6,9                                       | 6,8                                       | 8,1                                       | 9,2                                       | 10,3                                      | 6,2                                       |
| Precipitação (mm) | 247                                       | 258,3                                     | 292,6                                     | 232,8                                     | 155,6                                     | 89,7                                      | 59,1                                      | 76,4                                      | 113,2                                     | 191                                       | 222,2                                     | 229,5                                     | 2 167,4                                   |
| Dias com precipitação (≥ 1 mm) | 17                                        | 17                                        | 18                                        | 15                                        | 12                                        | 7                                         | 6                                         | 6                                         | 8                                         | 13                                        | 15                                        | 17                                        | 151                                       |
| Umidade relativa compensada (%) | 84                                        | 84,2                                      | 85,1                                      | 84,5                                      | 83,2                                      | 82,6                                      | 78,6                                      | 77,9                                      | 77,8                                      | 81,7                                      | 83,7                                      | 83,9                                      | 82,7                                      |
| Insolação (h) | 82,4                                      | 62,1                                      | 74                                        | 88,6                                      | 120,1                                     | 117,5                                     | 182,3                                     | 162,3                                     | 133,1                                     | 127,9                                     | 103                                       | 84,2                                      | 1 337,5                                   |
| Fonte: Instituto Nacional de Meteorologia (INMET) (normal climatológica de 1981-2010; recordes de temperatura: 1931 a 1962, 06/04/1970 a 1990 e 1993-presente) |                                           |                                           |                                           |                                           |                                           |                                           |                                           |                                           |                                           |                                           |                                           |                                           |                                           |

## Demografia
Cruzeiro do Sul é o segundo município mais populoso do estado, com uma população de 91 888 habitantes de acordo com o censo de 2022 do Instituto Brasileiro de Geografia e Estatística (IBGE). O município é o segundo mais populoso do estado e o 30º da região Norte do Basil. Apresenta uma densidade populacional de 10,46 habitantes por km².
Segundo o censo de 2022, 50,10% da população são mulheres e 49,90% homens, e 74,24% da população vive na zona urbana e 25,76% vive na zona rural. Segundo o Atlas do Desenvolvimento Humano no Brasil, a população de Cruzeiro do Sul equivale a 0,05% da população nacional. Segundo o Tribunal Superior Eleitoral, Cruzeiro do Sul em 2024 possuía 62.645 eleitores, o equivalente a 10,23% do número de eleitores estaduais, sendo o segundo maior colégio acreano.
O Índice de Desenvolvimento Humano Municipal (IDH-M) de Cruzeiro do Sul é considerado médio pelo Programa das Nações Unidas para o Desenvolvimento (PNUD), sendo seu valor de 0,668. Considerando apenas a educação o valor do índice é de 0,721, enquanto a média nacional é  de 0,849, o índice da longevidade é de 0,685 (o brasileiro é 0,638) e o de renda é de 0,598 (o do Brasil é 0,723). Cruzeiro do Sul possui a maioria dos indicadores médios segundo o PNUD. O coeficiente de Gini, que mede a desigualdade social, é de 0,54, sendo que 1,00 é o pior número e 0,00 é o melhor. A incidência da pobreza, medida pelo IBGE, é de 40,17% e a incidência da pobreza subjetiva é de 51,20%. Cruzeiro do Sul apesar da relativa melhora em relação aos índices de 1991, ainda necessita de uma boa melhora nos seus índices para que alcance um patamar aceitável.

### Religião

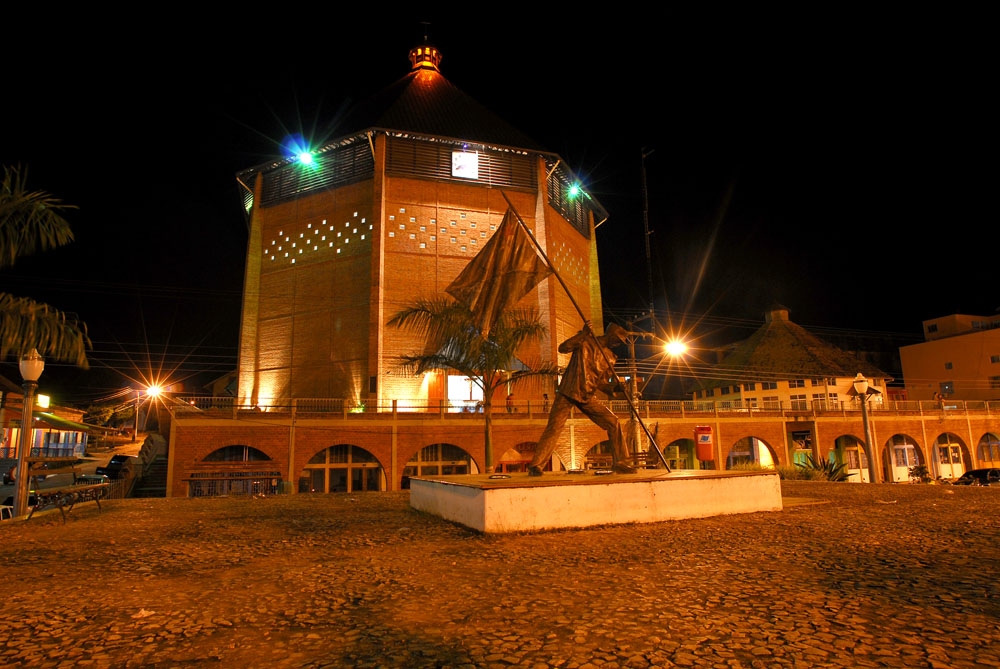
Catedral de Cruzeiro do Sul

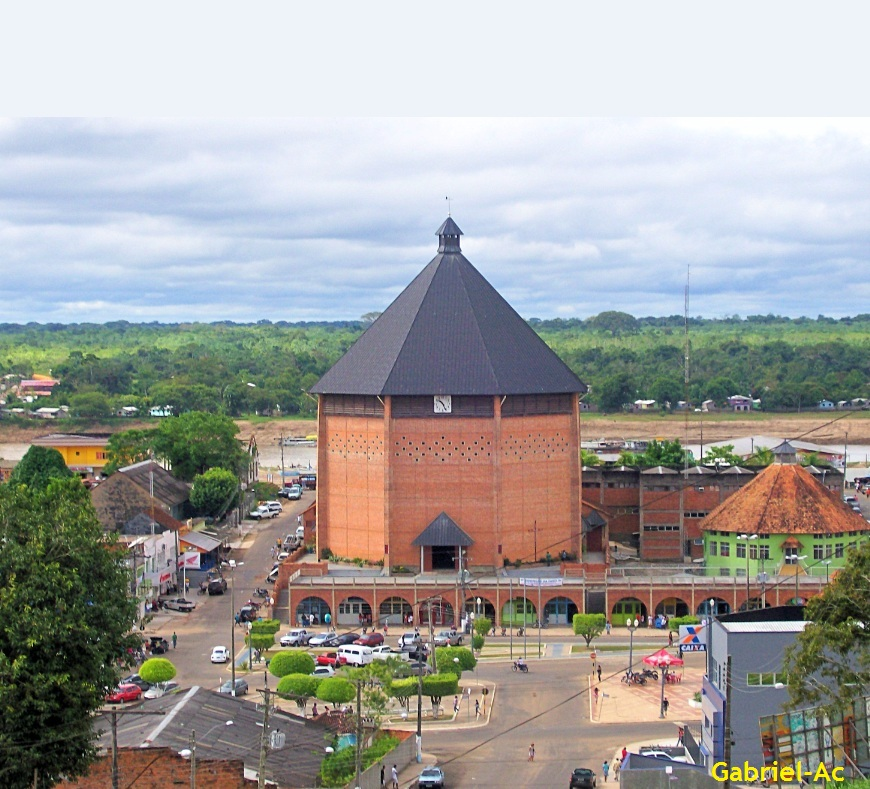
Catedral de Nossa Senhora da Glória, construída em estilo germânico no ano de 1957

De acordo com dados do censo de 2022 realizado pelo Instituto Brasileiro de Geografia e Estatística (IBGE), a população de Cruzeiro do Sul é composta por: Católicos (46,26%), evangélicos (44,91%), pessoas sem religião (6,04%), espíritas (0,30%), 2,44% estão divididos entre outras religiões, e 0,05% não declararam a religião.
A cidade se desenvolveu sobre uma matriz social eminentemente católica, reflexo disso está associado a grande parte da sua composição religiosa, tanto que a festa mais popular da região está associada a ela, o "Novenário de Nossa Senhora da Glória". Apesar desse quadro, nos últimos anos houve também um forte crescimento da parcela evangélica da população. Embora em menor número, chamam a atenção pela sua particularidade, a presença das chamadas "Religiões da Floresta", em especial a União do Vegetal (UDV) e o Santo Daime, praticas espiritualistas que têm em seus cultos, o uso ritualístico da "ayahuasca". Entre os indígenas da região também acontecem as práticas xamânicas com o uso da "ayahuasca".
Cruzeiro do Sul é um centro episcopal, sendo sede da Diocese de Cruzeiro do Sul.

#### Templos
- Igreja Matriz Nossa Senhora da Glória
- Igreja Nossa Senhora Aparecida
- Igreja Nossa Senhora do Rosário
- Primeira Igreja Batista de Cruzeiro do Sul
- Igreja Evangélica Assembléia de Deus
- Igreja Presbiteriana de Cruzeiro do Sul
- Igreja Adventista Do Sétimo Dia
- Igreja Universal do Reino de Deus
- Igreja Pentecostal Fonte da Água Viva
- Igreja Evangélica Apostolica

### Grupos étnicos
A atual população de Cruzeiro do Sul, bem como da região do Juruá, é formada principalmente pelo elemento indígena, e pelos nordestinos que vieram à região em grande número no início do século XX para a extração da borracha. Também é forte na região a presença dos sírio-libaneses, que chegaram à região como comerciantes. Mas recentemente, a região também tem recebido imigrantes peruanos, haitianos e bolivianos.

#### Notáveis da cidade
- Adalberto Correia Sena – político e jornalista
- Aluísio Bezerra de Oliveira - político
- Benki Piyãko – indígena e ativista
- César Messias – pecuarista e político
- César Aboud – empresário e político
- Chico da Silva - pintor brasileiro de estilo naïf
- Edson Pinheiro – atleta paralímpico
- Fernando Melo - economista, advogado e político
- Gladson Cameli - engenheiro, empresário e político
- Henrique Afonso - professor universitário, pedagogo e político
- Ilderlei Cordeiro - empresário e político
- Isaac Newton da Silva Pessoa - advogado, bancário e político
- Jéssica Sales - médica ginecologista, obstetra e política
- João Corrêia - professor universitário e político
- Josenildo Inácio - empresário e político
- Orleir Cameli - político e empresário
- Osmir de Albuquerque Lima Filho - bancário e político
- Renato Braga - engenheiro agrônomo, professor, escritor e político
- Ronivon Santiago - treinador de futebol e político
- Samuel Câmara - televangelista e lider pentecostal da igreja Assembleia de Deus

## Economia
O extrativismo da borracha foi, até o início do século XX, a principal atividade econômica desenvolvida no município. Além da borracha, a economia da região gira em torno da exploração da madeira. Atualmente, a farinha é o principal produto da atividade econômica municipal, sendo uma das melhores da região e muito apreciada no sul do país. Nos últimos anos as atividades econômicas do município estão voltadas para atividades extrativistas, de agronegócios que visam produzir e comercializar bens e serviços. Estas atividades econômicas são fundamentais para o desenvolvimento sustentável da região e do homem que a décadas tenta sobreviver nesta parte do  remota  do país e através delas as pessoas podem obter as coisas que precisam para a sua vida.

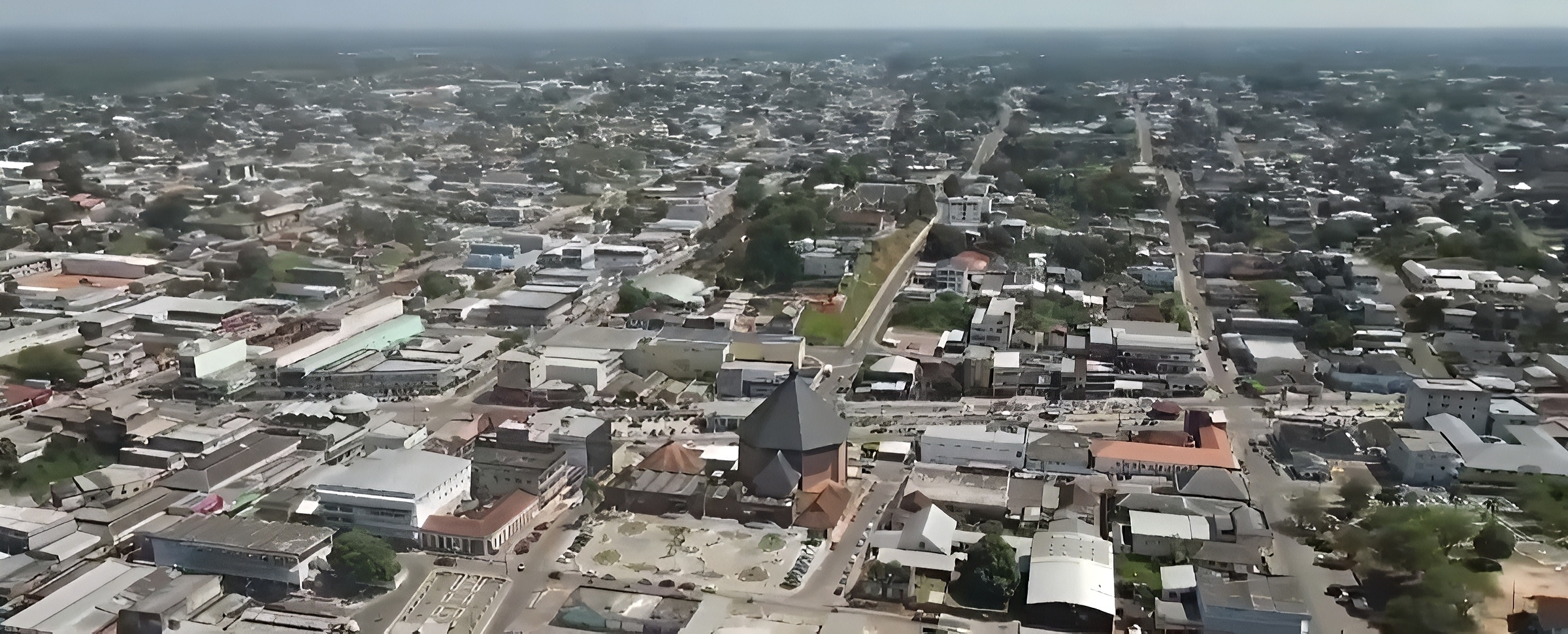
Cruzeiro do Sul, Acre

A cidade possui mais de 4.800 empresas atuantes segundo o Empresômetro, segundo maior índice após a capital do estado.
|                                                                                  |         |
| \| Serviços \| 86,57 % \| \| Agropecuária \| 6,73 % \| \| Indústria \| 6,70 % \| |         |
| Serviços                                                                         | 86,57 % |
| Agropecuária                                                                     | 6,73 %  |
| Indústria                                                                        | 6,70 %  |

### Produto Interno Bruto

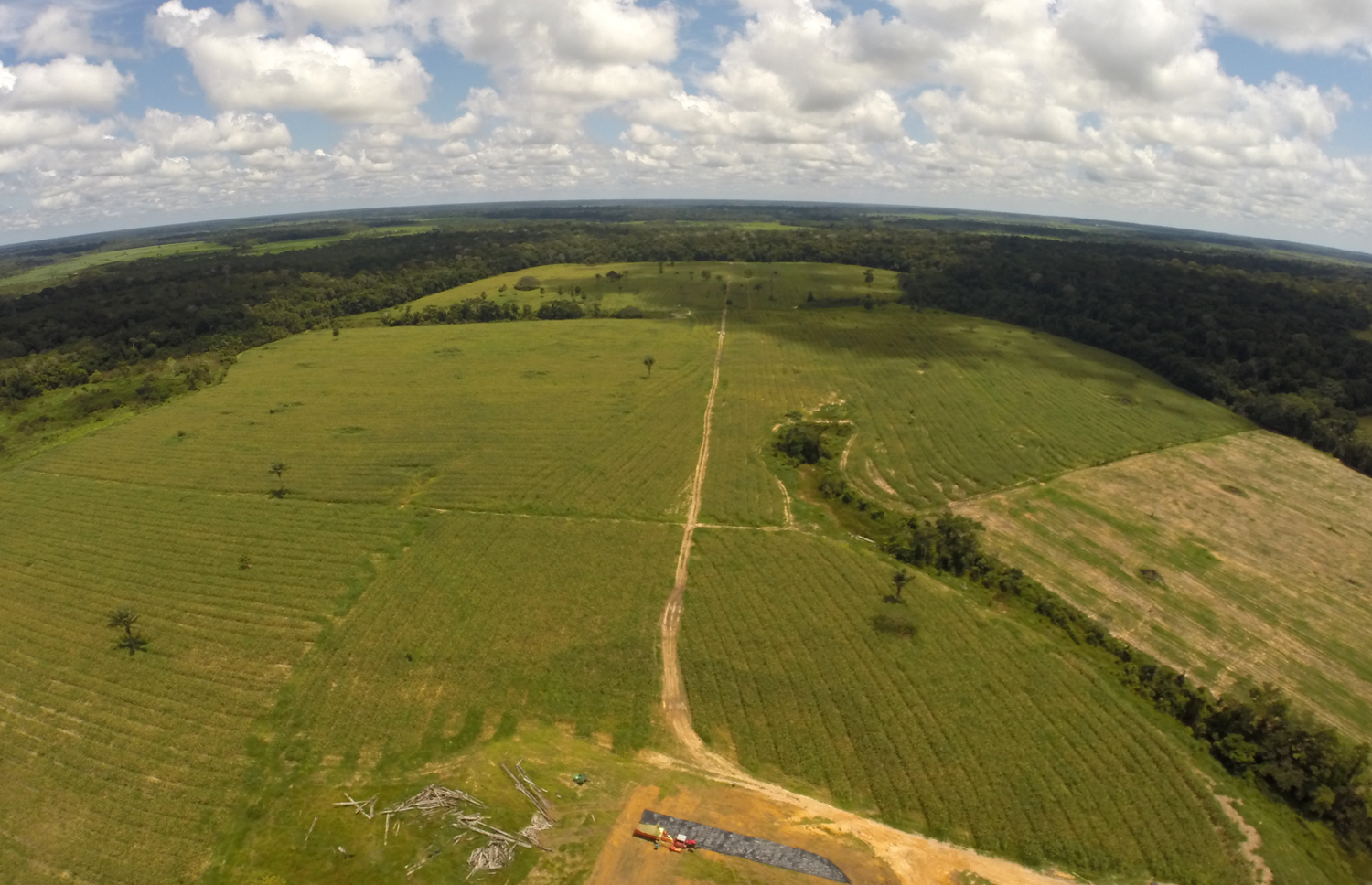
As colheitas de milho, coco e cana-de-açúcar são extensivas em Cruzeiro do Sul e Região.

Em valores adicionados é a cidade com o maior PIB de toda a Mesorregião do Vale do Juruá, sendo o segundo maior de todo o estado do Acre, atrás somente da capital, Rio Branco; esse fator aliado à sua infraestrutura lhe rendeu a posição de centro urbano de referência.
Cruzeiro do Sul possui o segundo maior Produto interno bruto (PIB) dentre os municípios de Acre sendo superado apenas por Rio Branco, estando caracterizada também como a 682ª maior economia do Brasil.
Evolução do PIB do município de Cruzeiro do Sul
(em milhões de reais)

## Urbanização
Situada ás margens do rio Juruá com área urbana de 24,794 km², Cruzeiro do Sul possui um urbanismo misto com ruas que ora correm em formato retilíneo, ora são vias tortuosas.

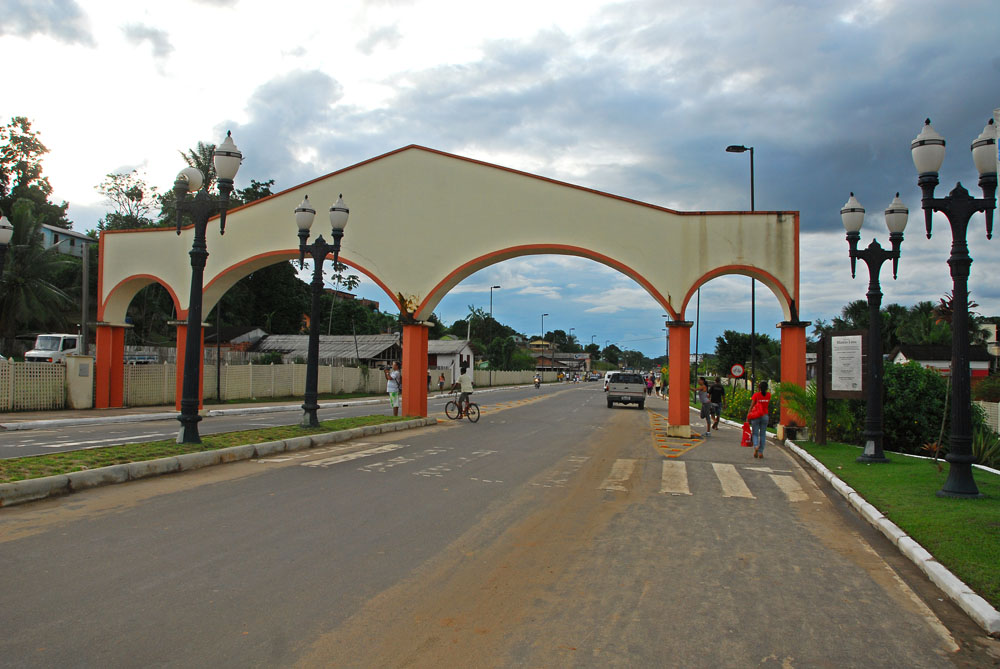
Avenida em Cruzeiro do Sul, Acre, Brasil

Apesar disto a maioria das quadras tem perfil planejado em formato de xadrez.

## Infraestrutura

### Acesso

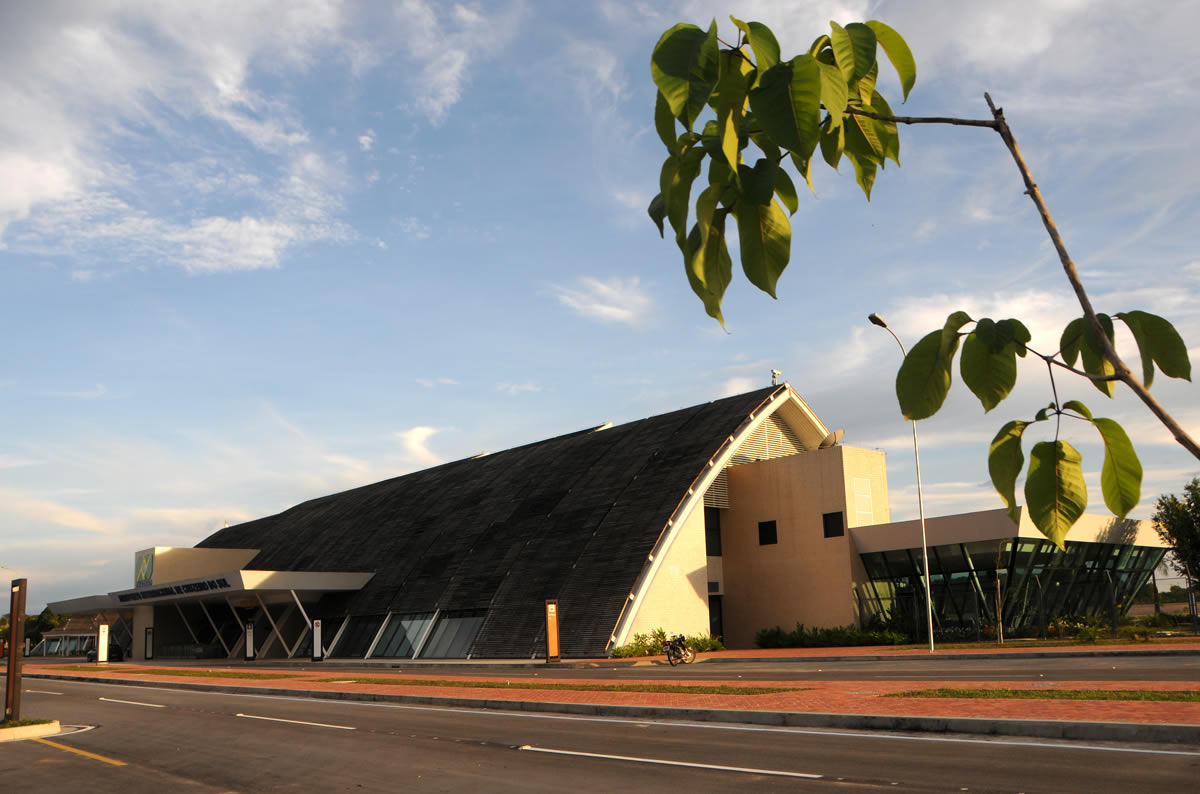
Aeroporto Internacional de Cruzeiro do Sul totalmente reformado em 2009, teve sua capacidade ampliada.

Distante cerca de 630 km de Rio Branco, por rodovia, através da BR-364, cujo acesso tornou-se permanente em 2011, mas ainda apresenta deficiências em sua estrutura. Um ponto que decorre da dificuldade do acesso terrestre é a chegada de alimentos até a cidade. Vegetais e alimentos perecíveis, que são difíceis de serem encontrados e sempre a um alto valor, têm seus preços aumentados em função dessa dificuldade logística.
Ainda há o Terminal Rodoviário de Cruzeiro do Sul para quem precisa chegar ou sair de ônibus.
A cidade é servida por meio aéreo pelo Aeroporto Internacional de Cruzeiro do Sul localizado a 15 quilômetros do centro urbano. Existe uma linha regular de jatos comerciais e aviões de médio porte com a capital do estado Rio Branco.
Como grande parte das cidades amazônicas seu principal meio de chegada é por via fluvial, o Porto Fluvial de Cruzeiro do Sul está localizado a 4 quilômetros do centro urbano, e abastece a cidade principalmente com produtos vindos de Manaus.

### Segurança
Como na maioria dos municípios médios e grandes brasileiros, a criminalidade é um problema preocupante em Cruzeiro do Sul. Em 2006 a taxa de homicídios no município foi de 12,4 apresentando uma queda de 36% em relação à taxa do ano anterior, que era de 19,6. Em números absolutos, a média de homicídios na década de 2000 foi de 7,4 homicídios por ano. A taxa de óbitos totais apresentava em 2002 e 2003, 7 óbitos, número que chegou a zero no ano seguinte, voltando a crescer no ano posterior, na ordem de 14 homicídios. A taxa média de homicídios por acidente de transporte, entre 2002 e 2006 foi na ordem de 7,8.
Possui uma Delegacia da Polícia Federal, por se tratar de um ponto estratégico e rota do tráfico de drogas. Os trabalhos da Polícia Federal nessa região são intensos, e a infraestrutura é completa, com policiais especializados em trabalhos na selva, outros especializados em vias fluviais. Também há a presença da Polícia Civil, com delegacias suas especializadas, departamento de Polícia Técnica; Também há um sub-grupamento de combate a incêndio, com atendimentos em parceria com o SAMU, além de um Batalhão de Polícia Militar (6 BPM), subordinado ao Comando de Policiamento Operacional (CPO II), que faz o trabalho ostensivo e repressivo no combate a criminalidade na capital do Juruá.

### Educação
A cidade de Cruzeiro do Sul conta com escolas em todas as regiões do seu núcleo urbano, no entanto em sua Zona Rural, devido a escassez de escolas, uma pequena minorias dos alunos são obrigados a deslocar distâncias consideráveis para ter acesso a uma rede escolar. Diante desse quadro, a prefeitura começou a transformar a infraestrutura das escolas, dando-as condições para que garantam um melhor ensino aos alunos. Em 2009, contava no ensino fundamental com 145 escolas, o corpo docente era composto por 866 professores, ministrando aulas para 19.890 alunos. O Índice de Desenvolvimento da Educação Básica ao concluir o ensino fundamental foi calculado em 4,2. Acima do estimado para 2009 para o município (3,8), e também acima da média nacional, na ordem de 3,7. O ensino médio era assistido por 10 escolas, uma rede docente de 190 professores e 4.656 matrículas realizadas. O ensino infantil calculava 41 pré-escolas, 120 professores e 2.280 alunos.
Cruzeiro do Sul concentra os principais cursos superiores de todo o Vale do Juruá, sendo a principal instituição pública de ensino a Universidade Federal do Acre (UFAC), que se localiza na Estrada do Canela Fina, km 12. Além de Cruzeiro do Sul, há outro campi em Rio Branco.
Em 2008, a taxa de analfabetismo no estado é de 13%, uma das mais equilibradas do Brasil. Da população, 36,2% dos acrianos são analfabetos funcionais.

### Saúde

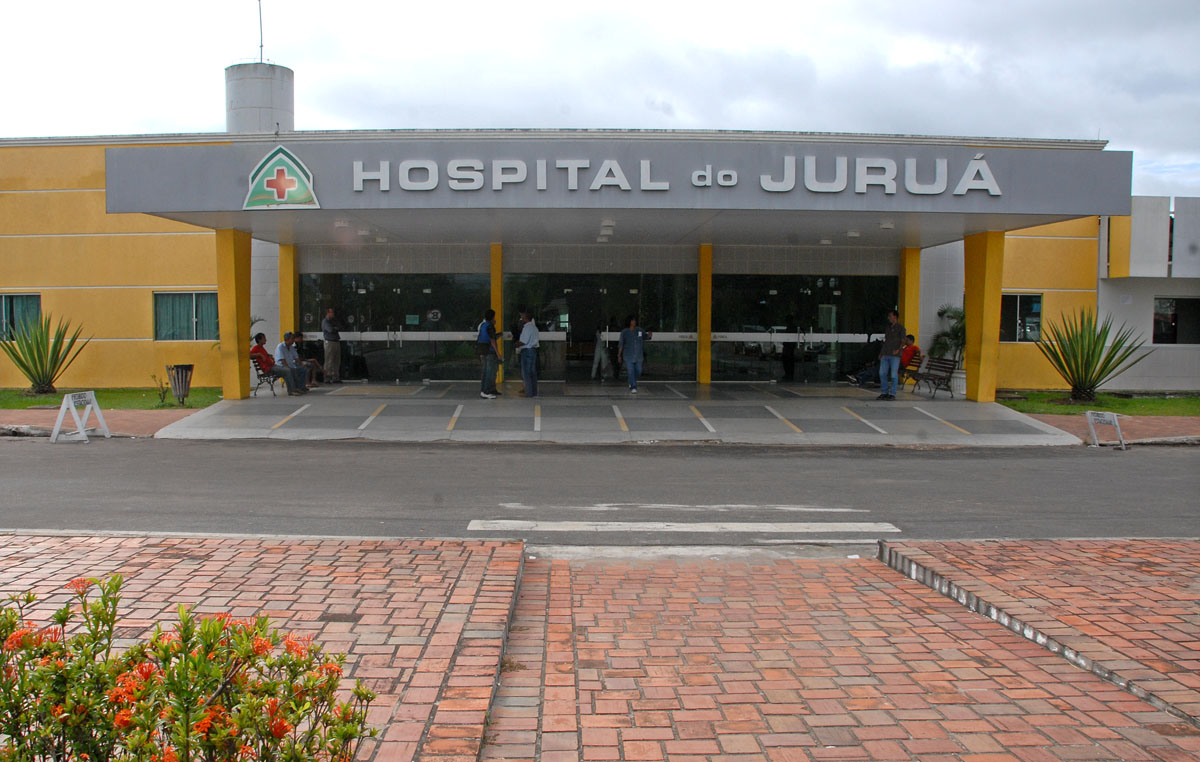
Hospital do Juruá foi inaugurado em 2007 como referência em saúde na região

Cruzeiro do Sul possuía em 2005, 51 estabelecimentos de saúde, sendo 46 deles públicos, entre hospitais, pronto socorro, postos de saúde e serviços odontológicos. A cidade possui 220 leitos para internação em estabelecimentos de saúde, sendo 138 públicos e 82 privados. Existem na cidade um grande hospital geral, o Hospital Regional do Juruá, que absorve grande parte dos casos de todo Oeste acriano e Sul do Amazonas.  No ano de 2008 foram registrados 1.764 nascidos vivos, sendo que 7.2% nasceram prematuros, 28,11% foram de partos cesáreos e 8% foram de mães entre 10 e 19 anos (0,4% entre 10 e 14 anos).
Até o início do ano 2000, Cruzeiro do Sul contava com poucas unidades de saúde públicas, sendo o Hospital Geral o seu principal centro de saúde, e uma gama de postos de saúde com baixa taxa de resolutividade de casos. Em 2007, foi inaugurado o Hospital do Juruá após 20 anos com obras arrastadas, se tornou centro de referência na região em casos de maior complexidade.  No final de 2008 começou a ser construído o Hospital Materno-Infantil de Cruzeiro do Sul, na estrutura do antigo hospital geral do município, completando assim todo o atendimento de saúde na região.
O quadro de saúde do município está sendo alterado, especialmente após a construção do Hospital Regional, a demanda de profissionais de saúde tem aumentado, assim como a qualidade dos seus serviços. Antes um dos grandes problemas da região devido a escassez de profissionais qualificados era o atendimento de profissionais estrangeiros.

### Comunicações

#### Correios
O código de área (DDD) de Cruzeiro do Sul é 68 e o Código de Endereçamento Postal (CEP) da cidade é 69.980-000.
- Agências
  - AC Cruzeiro do Sul[5]

#### Internet
Em Cruzeiro do Sul há serviços de internet discada e banda larga (ADSL)  e internet  fibra óptica, sendo oferecidos por diversos provedores de acesso gratuitos e pagos. O serviço de telefonia móvel, é oferecido pelas operadoras Claro, TIM e Vivo.

#### Rádios
| Nome                   | Frequência | Razão social                                                | Prefixo | RDS |
| ---------------------- | ---------- | ----------------------------------------------------------- | ------- | --- |
| Aldeia FM              | 107.9 MHz  | Fundação Aldeia de Comunicação do Acre - FUNDAC             | ZYC 210 | Não |
| Juruá FM               | 100.9 MHz  | Empresa Cruzeirense de Telecomunicações de Rádio e TV Ltda. | ZYC 209 | Não |
| Rádio Integração       | 99.9 MHz   | Rádio e Televisão Integração Ltda.                          | ZYC 201 | Não |
| Rádio Verdes Florestas | 95.7 MHz   | Fundação Verdes Florestas                                   | ZYS 207 | Não |

Televisão
| Nome                           | CA | CD | Razão social                                          | Afiliação         | Prefixo |
| ------------------------------ | -- | -- | ----------------------------------------------------- | ----------------- | ------- |
| Rede Amazônica Cruzeiro do Sul | 5  | 22 | Rádio TV do Amazonas Ltda.                            | Rede Globo        | RTV     |
| TV Integração                  | 12 | —  | Rádio e Televisão Integração Ltda.                    | Rede Bandeirantes | RTV     |
| TV Juruá                       | 10 | 44 | SP Comunicações Limitada                              | SBT               | RTV     |
| TV Verdes Florestas            | 15 | 26 | Televisão Independente de São José do Rio Preto Ltda. | Rede Vida         | RTV     |

### Bancos
Em Cruzeiro do Sul há os seguintes bancos:
- Banco Bradesco
- Banco da Amazônia
- Banco do Brasil
- Caixa Econômica Federal
- Banco Santander

## Política

### Símbolos
Os símbolos do município de Cruzeiro do Sul são a bandeira, o brasão e o hino.

#### Hino
O hino de Cruzeiro do Sul foi escrito por Fran Paxeco. A música foi composta por C. Ciarline.

### Poderes

#### Poder legislativo
No legislativo possui 14 vereadores.

#### Poder executivo
O prefeito atual é Clodoaldo Rodrigues (filiado ao PP), Assumiu o cargo em 2020 após a cassação do então prefeito Ilderlei Cordeiro (PP).

#### Poder judicrio
No judiciário Cruzeiro do Sul é uma comarca da Justiça Estadual e conta com:
- Fórum Civil Caio Valadares (Comarca): construído em estilo neoclássico. Funcionou como o primeiro Tribunal de Apelação do Alto Juruá. Na Biblioteca, obras estrangeiras raras e mobiliário do começo do século XX.

## Turismo e cultura

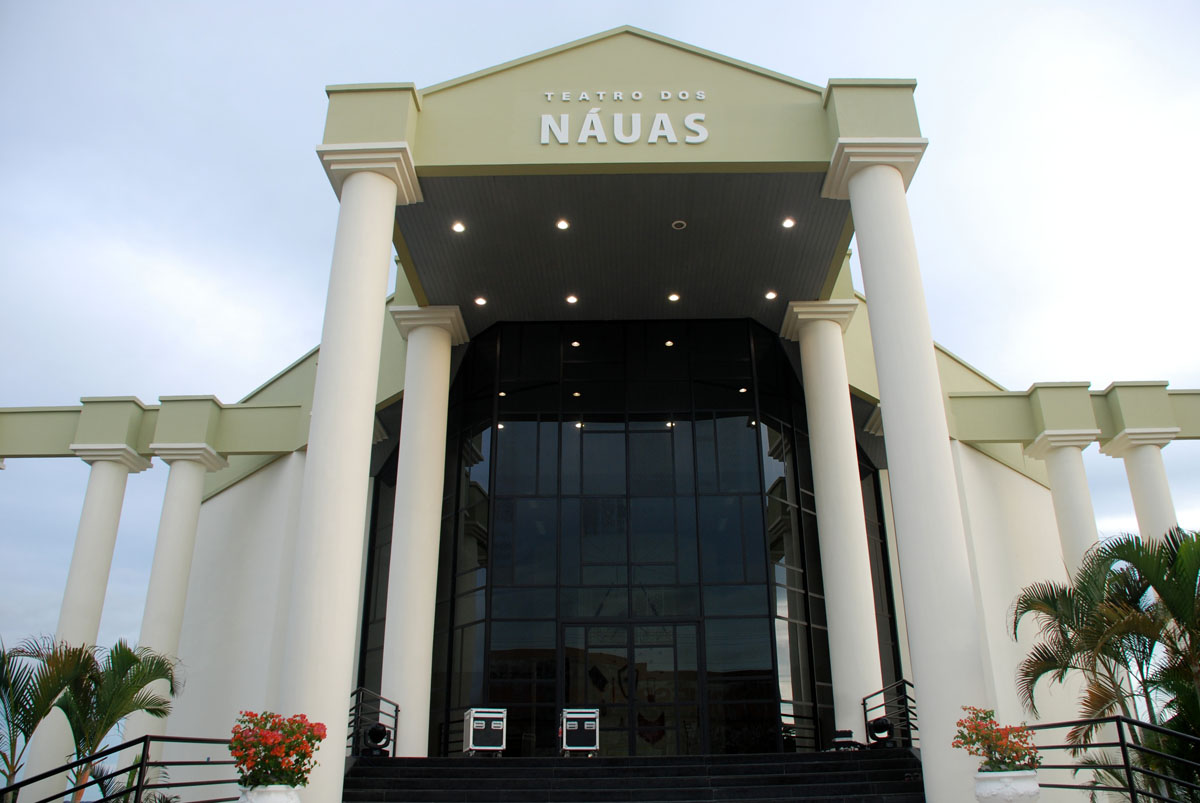
Teatro dos Náuas, em Cruzeiro do Sul, Brasil
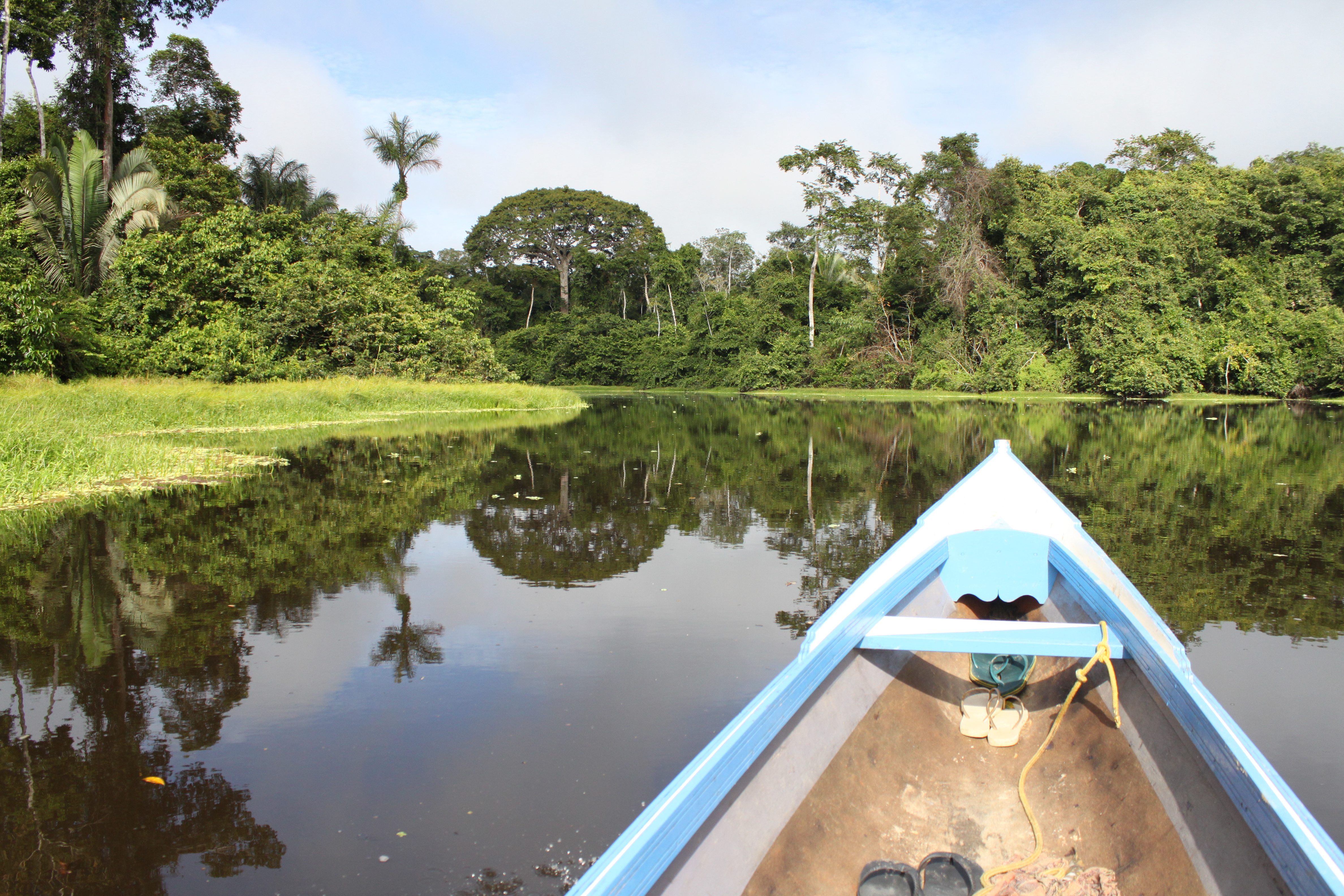
Rio Moa, próximo ao Parque Nacional da Serra do Divisor, Cruzeiro do Sul, Acre
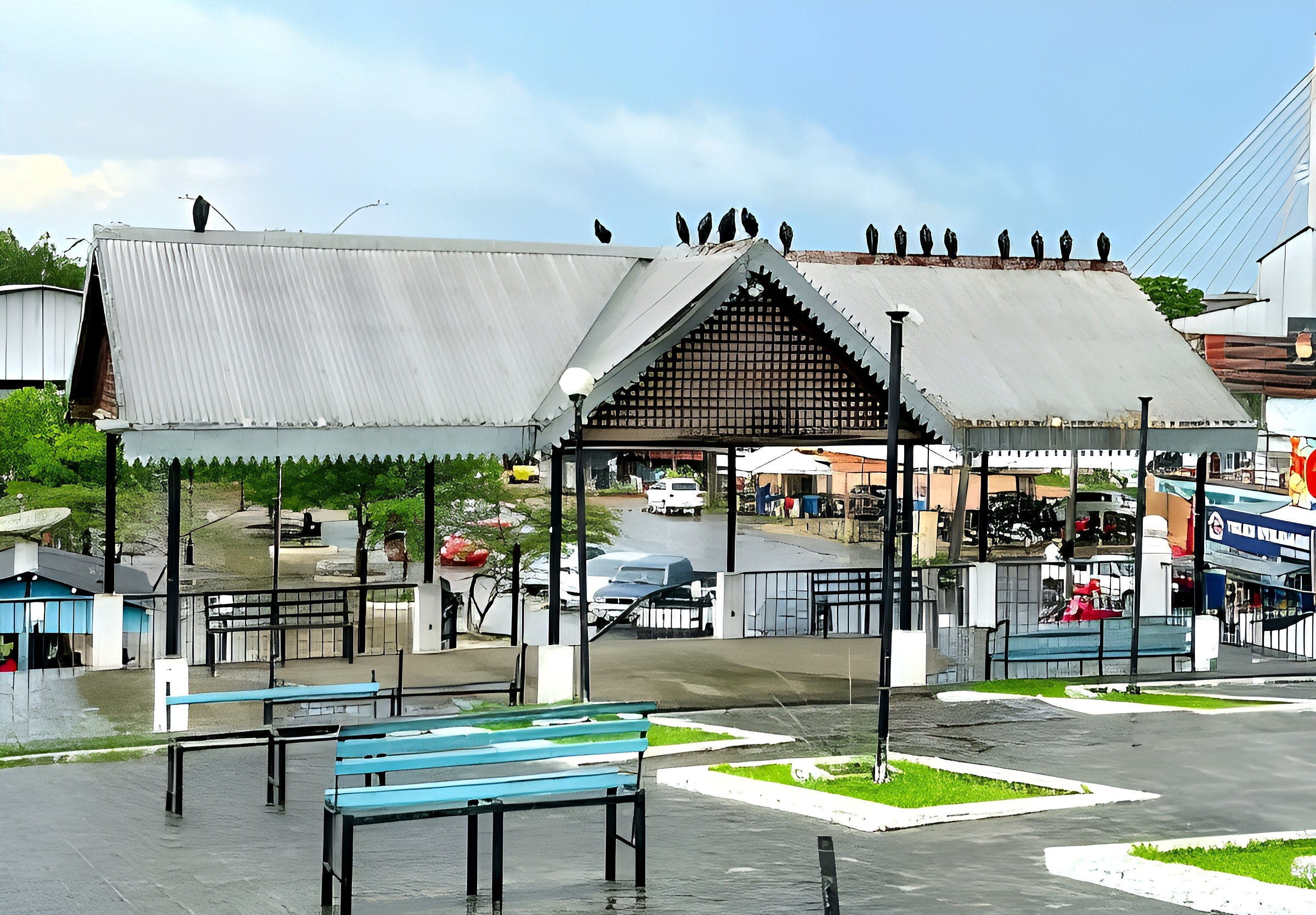
Estação do Porto, no centro de Cruzeiro do Sul, construída em estilo colonial inglês (Gótico Rural), com arco moldado em ferro fundido na Inglaterra, no ano de 1912
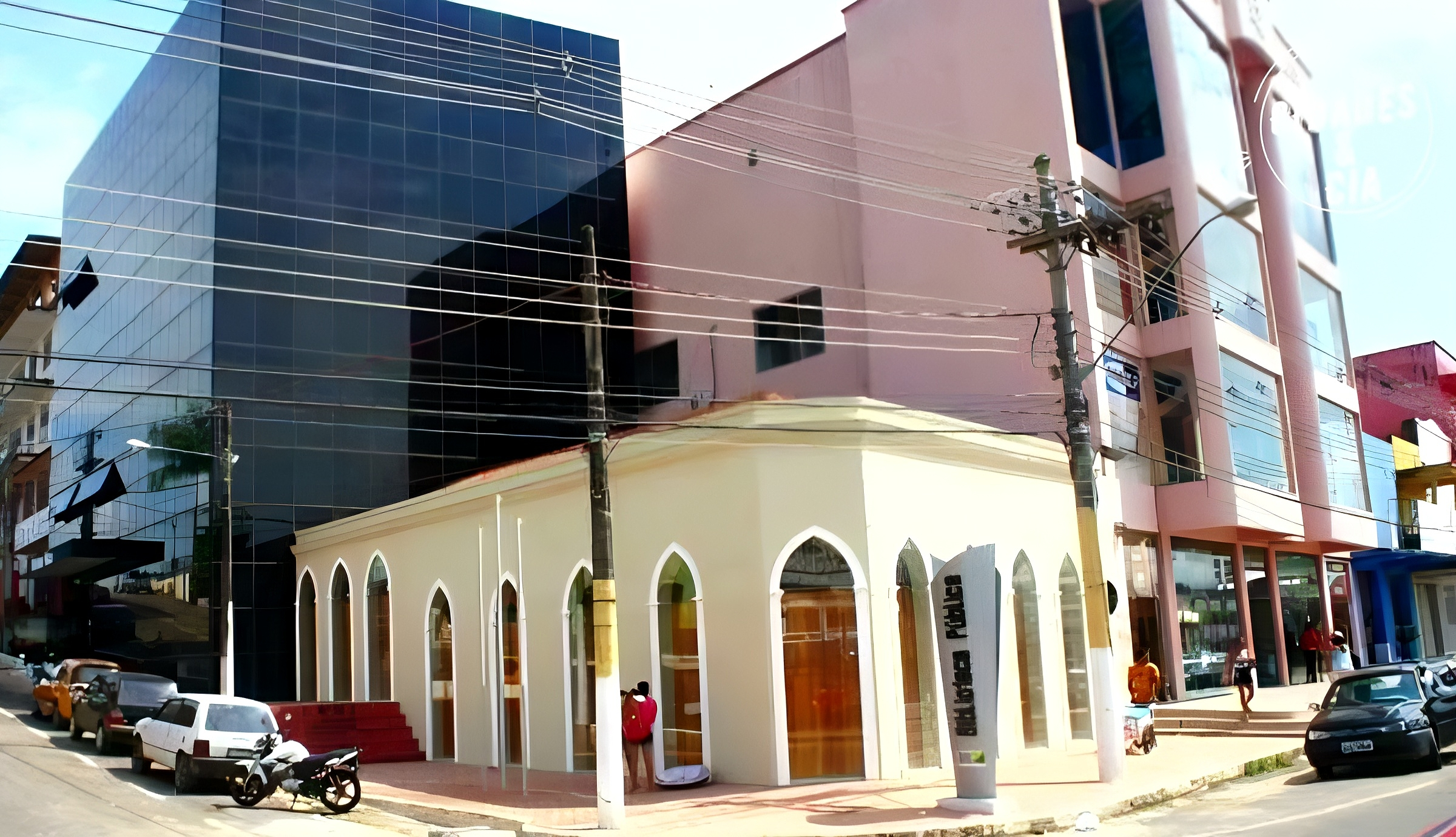
Biblioteca Pública Padre Trindade de Cruzeiro do Sul, Acre
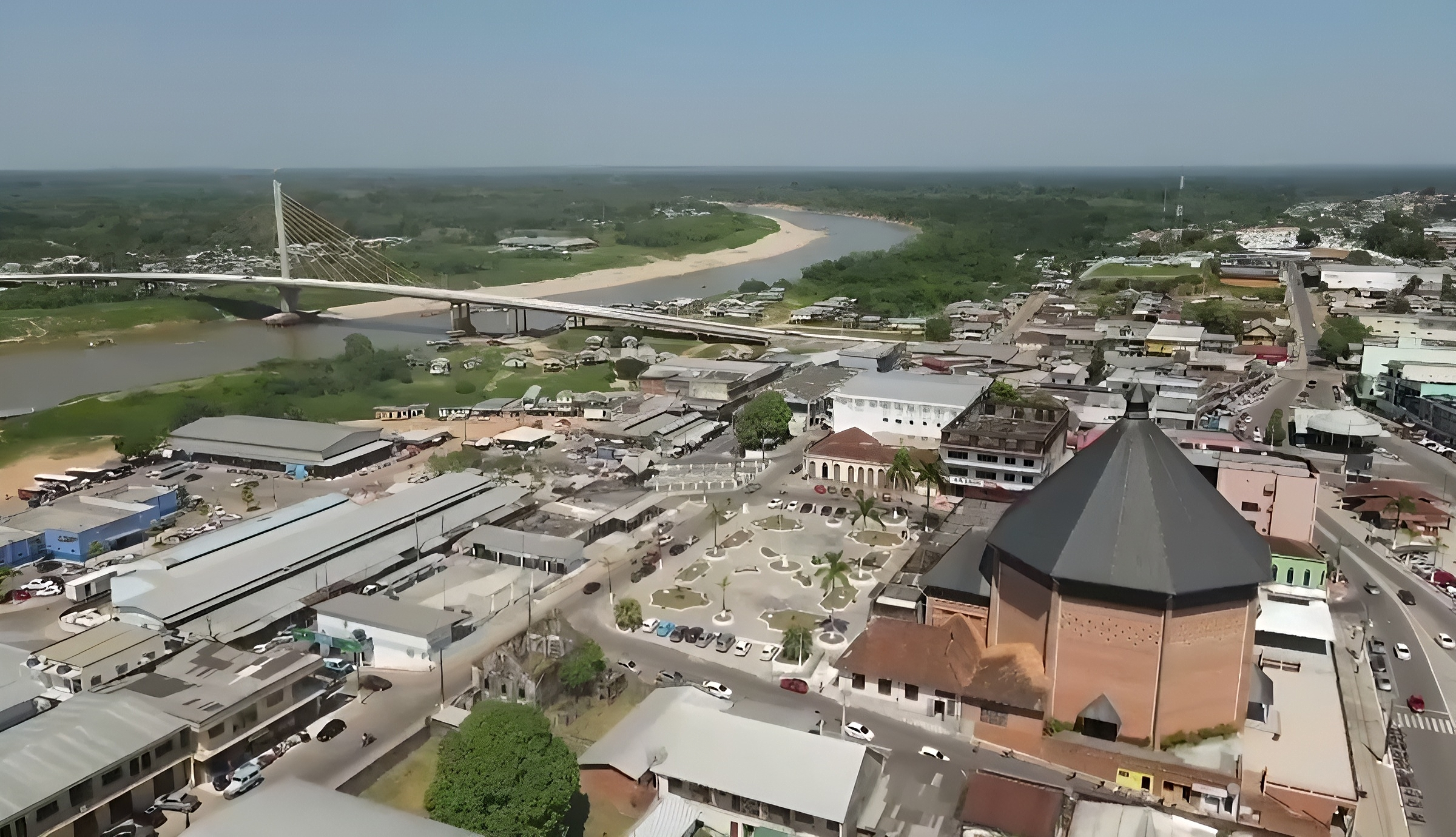
Centro de Cruzeiro do Sul, com a Catedral de Nossa Senhora da Glória em primeiro plano e a Ponte da União e rio Juruá em segundo, Acre

É conhecida como a "Terra dos Náuas", uma tribo indígena local que ocupava a área antes da chegada dos brancos na região.  Além disso, Cruzeiro do Sul é cercada de construções e monumentos que simbolizam o seu povo e cultura. A nacionalmente apreciada e famosa farinha de mandioca de Cruzeiro do Sul é patrimônio cultural do Acre. A cidade é ligada ao município de Rio Branco - Acre, do qual dista 632 quilômetros, por via Terrestre. Alguns pontos turísticos:
- Catedral de Nossa Senhora da Glória: construção de 1957 em estilo germânico, com forma octogonal e, no seu interior, um painel representando a mãe de Jesus, abrangendo todo o Fundo do Altar-mor.[52]
- Igarapé Preto: está localizado às margens da rodovia que liga a cidade ao aeroporto. Tem uma praia muito agradável, de areias claras e finas, contrastando com a água escura, límpida e transparente.
- Instituto Santa Terezinha: bastante visitado por sua arquitetura colonial. Abrigou a primeira escola de 1° e 2° graus de Cruzeiro do Sul.